# Polychrysia chinghaiensis
Polychrysia chinghaiensis là một loài bướm đêm trong họ Noctuidae.